# Цуканов Георгій Емануїлович
Георгій Емануїлович Цуканов (3 березня 1919, місто Київ — 2001, місто Москва) — радянський політичний діяч та діяч металургійної промисловості, помічник генерального секретаря ЦК КПРС Леоніда Брежнєва. Депутат Верховної Ради СРСР 7—11-го скликань (у 1966—1987 роках). Член Центральної Ревізійної Комісії КПРС (1966—1971). Член ЦК КПРС (1971—1986). Кандидат технічних наук.

## Біографія
У 1937—1941 роках — інженер-конструктор, інженер-механік мартенівських цехів Дніпровського металургійного заводу імені Дзержинського у місті Дніпродзержинську Дніпропетровської області.
У 1941 році закінчив Дніпродзержинський вечірній металургійний інститут.
Член ВКП(б) з 1941 року.
Під час німецько-радянської війни перебував у евакуації разом із заводом у Челябінській області, де працював інженером-механіком штампувального цеху, помічником начальника мартенівського цеху на Магнітогорському металургійному комбінаті.
У 1947 році повернувся до Дніпродзержинська. Працював начальником мартенівського цеху № 3, заступником начальника рейкобалкового цеху, помічником начальника і начальником новопрокатного цеху, а до грудня 1958 року — головним інженером Дніпровського металургійного комбінату імені Дзержинського.
У грудні 1958—1960 роках — в апараті ЦК КПРС: референт, помічник секретаря ЦК КПРС Леоніда Брежнєва.
У 1960—1963 роках — в апараті Президії Верховної Ради СРСР: помічник голови Президії Верховної Ради СРСР Леоніда Брежнєва.
У 1963—1964 роках — в апараті ЦК КПРС: помічник секретаря ЦК КПРС Леоніда Брежнєва. У 1964—1966 роках — помічник 1-го секретаря ЦК КПРС Леоніда Брежнєва. У 1966—1982 роках — помічник генерального секретаря ЦК КПРС Леоніда Брежнєва. У 1982—1983 роках — помічник генерального секретаря ЦК КПРС Юрія Андропова. Займався питаннями економіки і промисловості.
У 1983—1985 роках — 1-й заступник завідувача відділу ЦК КПРС по роботі із закордонними кадрами.
З 1985 року — на пенсії у Москві. Похований на Новодівочому цвинтарі Москви.

## Нагороди
- три ордени Леніна (19.07.1958,)
- орден Жовтневої Революції
- два ордени Трудового Червоного Прапора
- орден «Знак Пошани»
- медалі
- заслужений металург Української РСР
- лауреат Державної премії СРСР
- лауреат Державної премії Української РСР в галузі науки і техніки (1970)